# Krzywonosy (rejon wołkowyski)
Krzywonosy (biał. Крываносаўцы; ros. Кривоносовцы) – wieś na Białorusi, w obwodzie grodzieńskim, w rejonie wołkowyskim, w sielsowiecie Roś.
W XIX w. uroczysko. W dwudziestoleciu międzywojennym leżały w Polsce, w województwie białostockim, w powiecie wołkowyskim, w gminie Roś.